# 追想 (1975年の映画)
『追想』（ついそう、フランス語: Le vieux fusil）は、1975年に製作・公開されたフランスと西ドイツの合作映画である。VHS時代のビデオでは『追想 －愛と復讐と男の戦い－』のタイトルもついていた。
日本初公開は1976年3月13日。リバイバル公開は2017年9月9日。デジタルリマスター版で39年ぶりに公開された。

## 概要
第二次世界大戦下のフランスを舞台にロベール・アンリコが監督、フィリップ・ノワレとロミー・シュナイダーが主演した。
1944年6月10日、オラドゥール＝シュル＝グラヌでナチスの武装親衛隊が行った虐殺事件（Oradour-sur-Glane massacre）を元にしている。

## あらすじ
1944年のモントーバンで、ドイツ軍のフランスからの撤退中のこと、ジュリアン・ダンデューは地元の病院に勤務する年配の苦々しい思いを抱えた外科医だった。モントーバンに進軍してくるドイツ軍に不安を覚えたダンデューは、友人のフランソワに妻と娘を彼が所有するシャトーのある人里離れた村に連れて行ってくれるよう頼み込む。
1週間後、ダンデューは週末に彼らに会うために出発したが、ドイツ人は既に村を占拠している.。彼は、村人全員が教会に集められ、射殺されていることに気づく。
現在ドイツ人が占領している城で、彼は娘が撃たれ、妻が火炎放射器で焼き殺されているのを知る。
ダンデューは、家族の復讐のために、できるだけ多くのドイツ人を殺すことに腹を決める。
彼は、父親と一緒に狩りをしているときに子供の頃に使用した古いショットガンを取り出し、シャトー内の秘密の通路を利用して、シャトーの橋を妨害し、1人ずつ殺し始める。城の中に閉じ込められたドイツ人は、自分たちが多くのパルチザンに囲まれていると思い始め、実際には彼だけであることに気づかない。
レジスタンスの分遣隊が立ち寄ったとき、ダンデューは彼らの助力の提供を拒否し、彼自身で復讐を続ける。最終的に、ショットガンの弾倉が空になり、彼は最愛の妻を殺した火炎放射器を使用して、最後の生存者の親衛隊の主任将校を殺した。
パルチザンに警告され、近くの村の住民とアメリカ兵の一団が到着し、死体を集めた。ダンデューはフランソワに拾われたが、虐殺の余波に続いて神経衰弱に苦しみ、家族がまだ生きているかのように振る舞う。

## キャスト
| 役名                 | 俳優                           | 日本語吹替                                                          |
| 役名                 | 俳優                           | TBS版                                                               |
| -------------------- | ------------------------------ | ------------------------------------------------------------------- |
| ジュリアン・ダンデュ | フィリップ・ノワレ             | 石田太郎                                                            |
| クララ・ダンデュ     | ロミー・シュナイダー           | 小谷野美智子                                                        |
| フランソワ           | ジャン・ブイーズ               | 纓片達雄                                                            |
| 大尉                 | ヨアヒム・ハンセン             | 池田勝                                                              |
| ダンデュ夫人         | マドレーヌ・オズレー           | 島美弥子                                                            |
| ミュラー軍医         | カール・ミカエラ・フォーグラー | 藤本譲                                                              |
| 不明 その他          |                                | 日高晤郎 石井敏郎 峰あつ子 峰恵研 宮下勝 高島雅羅 宮村義人 千秋史子 |
|                      |                                |                                                                     |
| 演出                 | 演出                           | 佐藤敏夫                                                            |
| 翻訳                 | 翻訳                           | 磯村愛子                                                            |
| 効果                 |                                |                                                                     |
| 調整                 |                                |                                                                     |
| 制作                 | 制作                           | 東北新社                                                            |
| 解説                 | 解説                           | 荻昌弘                                                              |
| 初回放送             | 初回放送                       | 1979年11月12日 『月曜ロードショー』                                 |

## スタッフ
- 監督：ロベール・アンリコ
- 製作：ピエール・カロ
- 脚本：ロベール・アンリコ、パスカル・ジャルダン、クロード・ヴェイヨ
- 音楽：フランソワ・ド・ルーベ
- 撮影：エティエンヌ・ベッケル
- 編集：エヴァ・ゾラ
- 装置：ジャン・ソーザック
- 衣裳：コリンヌ・ジョリー

## 映画賞受賞・ノミネーション
- 受賞
  - セザール賞作品賞：ロベール・アンリコ
  - セザール賞主演男優賞：フィリップ・ノワレ
  - セザール賞作曲賞：フランソワ・ド・ルーベ
  - ダヴィッド・ディ・ドナテッロ賞海外男優賞：フィリップ・ノワレ
- ノミネーション
  - セザール賞監督賞：ロベール・アンリコ
  - セザール賞助演男優賞：ジャン・ブイーズ
  - セザール賞脚本賞：ロベール・アンリコ、パスカル・ジャルダン
  - セザール賞撮影賞：エティエンヌ・ベッケル
  - セザール賞編集賞：エヴァ・ゾラ
  - セザール賞音響賞：ベルナール・オーブイ

## ファンや後の作品に与えた影響
- 映画監督の井筒和幸は2017年にリバイバル公開された際に、『週刊現代』の自身の連載コラムで取り上げて絶賛している[1]。
- 映画評論家の町山智浩の著書「トラウマ映画館」に評が収録されており、それによればクエンティン・タランティーノも本作のファンであり、監督作『イングロリアス・バスターズ』に影響を受けたという[2]。